# Tuckerara
× Tuckerara, (abreviado Tuck) en el comercio, es un híbrido intergenérico entre los géneros de orquídeas Cattleya × Diacrium × Epidendrum. Fue publicado en Orchid Rev. 84(997, cppo): 10 (1976).